# 왕부 (자원)
왕부(王扶, ? ~ ?)는 후한 초기의 관료로, 자는 자원(子元)이며 동래군 액현(掖縣) 사람이다.

## 생애
불기현(不其縣) 소지취(所止聚)에서 기거하며 덕으로 사람들을 교화하였다. 낭야상 장종(張宗)이 뵙기를 청하였으나 응하지 않았고, 장종이 억지로 불러들이려 하니 고향으로 돌아갔다. 이후에도 계속 초청을 받았으나 병을 핑계로 거절하였고, 태부 등우의 벽소(辟召)도 거절하였다.
명제 때 상서복야(尙書僕射) 종리의의 천거로 유평·왕망과 함께 조정에 임용되어 의랑(議郞)이 되었다. 명제를 배알하였을 때 태도가 몹시 공손하여 아무런 말도 하지 못하였고, 속이 깊은 심성으로 사람들이 높이 평가하였다. 영평 연간에 임읍후 유복은 《한덕송》(漢德頌)에서 왕부를 명신이라고 평하였다.

## 출전
- 범엽, 《후한서》 권39 유조순우강유주조열전